# Paranthias
Paranthias – rodzaj ryb okoniokształtnych z rodziny strzępielowatych.

## Klasyfikacja
Gatunki zaliczane do tego rodzaju:
- Paranthias colonus
- Paranthias furcifer